# جروم مومبریس
جروم مومبریس (انگلیسی: Jérôme Mombris؛ زادهٔ ۲۷ نوامبر ۱۹۸۷) بازیکن فوتبال اهل فرانسه است که در پست مدافع بازی می‌کند.
از باشگاه‌هایی که در آن بازی کرده‌است می‌توان به باشگاه فوتبال لو آور و باشگاه فوتبال گنگام اشاره کرد.
وی همچنین در تیم ملی فوتبال ماداگاسکار بازی کرده‌است.